# 임진강역

임진강역(Imjingang station, 臨津江驛)은 경기도 파주시 문산읍 마정리에 있는 경의선의 철도역이며 수도권 전철 경의·중앙선의 전철역이다. 1938년부터 1941년까지 존재한 임진역(臨津驛)이 전신이며, 현재의 역은 경의선 연결에 따라 문산역 ~ 임진강역 6.8km 구간의 복원이 끝난 2001년 9월 30일에 영업을 재개하였다. 이 역부터 문산역을 지나서 디지털미디어시티역, 서울역까지 지상 구간이다.
이 역은 경의선에서 민간인이 자유롭게 출입할 수 있는 대한민국의 마지막 역이기도 하다. 도라산역에 가려면 이 역에서 민간인출입통제구역 출입 수속을 거쳐야 하며, 반드시 도라산역에서 돌아오는 왕복 승차권을 미리 구입하여야 한다.
2020년 3월 28일 경의선 문산 ~ 임진강 구간의 전철화 사업 완료와 함께 수도권 전철 경의·중앙선이 이 역까지 연장되었으며, 문산역까지만 오가는 셔틀 형태로 평일 2회, 주말 4회 운행한다.
2021년 12월 11일 경의선 임진강 ~ 도라산역 구간의 전철화 사업 완료와 함께 수도권 전철 경의·중앙선이 도라산역까지 연장되었으며, 민간인출입통제구역 출입시 군사경찰의 검문 절차(주민등록증, 운전면허증 필요)를 거쳐야 해당 열차를 이용할 수 있다. 주말에만 왕복 2회 편도 1회만 운행한다.  그런데, 2022년 2월 12일 코로나19로 운행중단되었다가 2024년 8월 9일 운행재개됐다.

## 역사
- 1938년 9월 1일 : 임진역(臨津驛)으로 영업 개시 (경성 기점 51.9 km)[2]
- 1941년 5월 7일 : 1941년 3월 31일까지이던 영업 시한을 같은 해 10월 31일까지로 연장함.[3]
- 1941년 10월 31일 : 폐지
- 2001년 9월 30일 : 운전간이역 등급의 임진강역(臨津江驛)으로 영업 재개
- 2014년 5월 1일 : 통근열차 운행 종료
- 2014년 5월 4일 : 평화열차(DMZ train) 운행 개시
- 2019년 10월 2일 : 평화열차 운행 중지[4]
- 2020년 3월 28일 : ● 수도권 전철 경의·중앙선 문산 ~ 임진강 구간 개통과 함께 셔틀 전동열차 운행 개시(문산 ~ 임진강)[5]
- 2021년 12월 11일 : ● 수도권 전철 경의·중앙선 임진강 ~ 도라산 구간 개통과 함께 임진강역 ~ 도라산역간 셔틀 전동열차 운행 개시
- 2022년 2월 12일 : ● 수도권 전철 경의·중앙선 임진강역 ~ 도라산역간 셔틀 전동열차 다시 운행 중지
- 2022년 12월 17일 : 운천역 개통과 함께 역번호를 기존 K336에서 K337로 변경
- 2024년 8월 9일 : ● 수도권 전철 경의·중앙선 임진강역 ~ 도라산역간 셔틀 전동열차 운행 재개

## 역 구조

### 승강장
스크린도어가 설치되어 있다.
| ↑ 운천    |
| \| 승 \|  |
| 시·종착역 |

| 승강장 | 경의선 |                           | 사용하지 않음                             |
| 1      | 경의선 | ● 수도권 전철 경의·중앙선 | 운천 · 문산 방면 · 도라산 방면 · 당역종착 |

## 역 주변
- 임진각국민관광지
- CU 임진각점
- 자유의 다리
- 임진강철교
- 통일대교

## 인접한 역
| 경의선      | 경의선                                           | 경의선              |
| ----------- | ------------------------------------------------ | ------------------- |
| 시·종착역   | ● 수도권 전철 경의·중앙선 문산-임진강 셔틀열차   | K336 운천 문산 방면 |
| 도라산 방면 | ● 수도권 전철 경의·중앙선 임진강-도라산 셔틀열차 | 시·종착역           |

## 사진

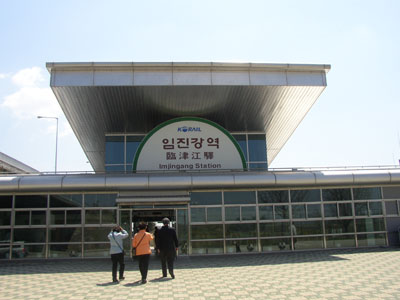
역명판 교체 전 역사 모습.
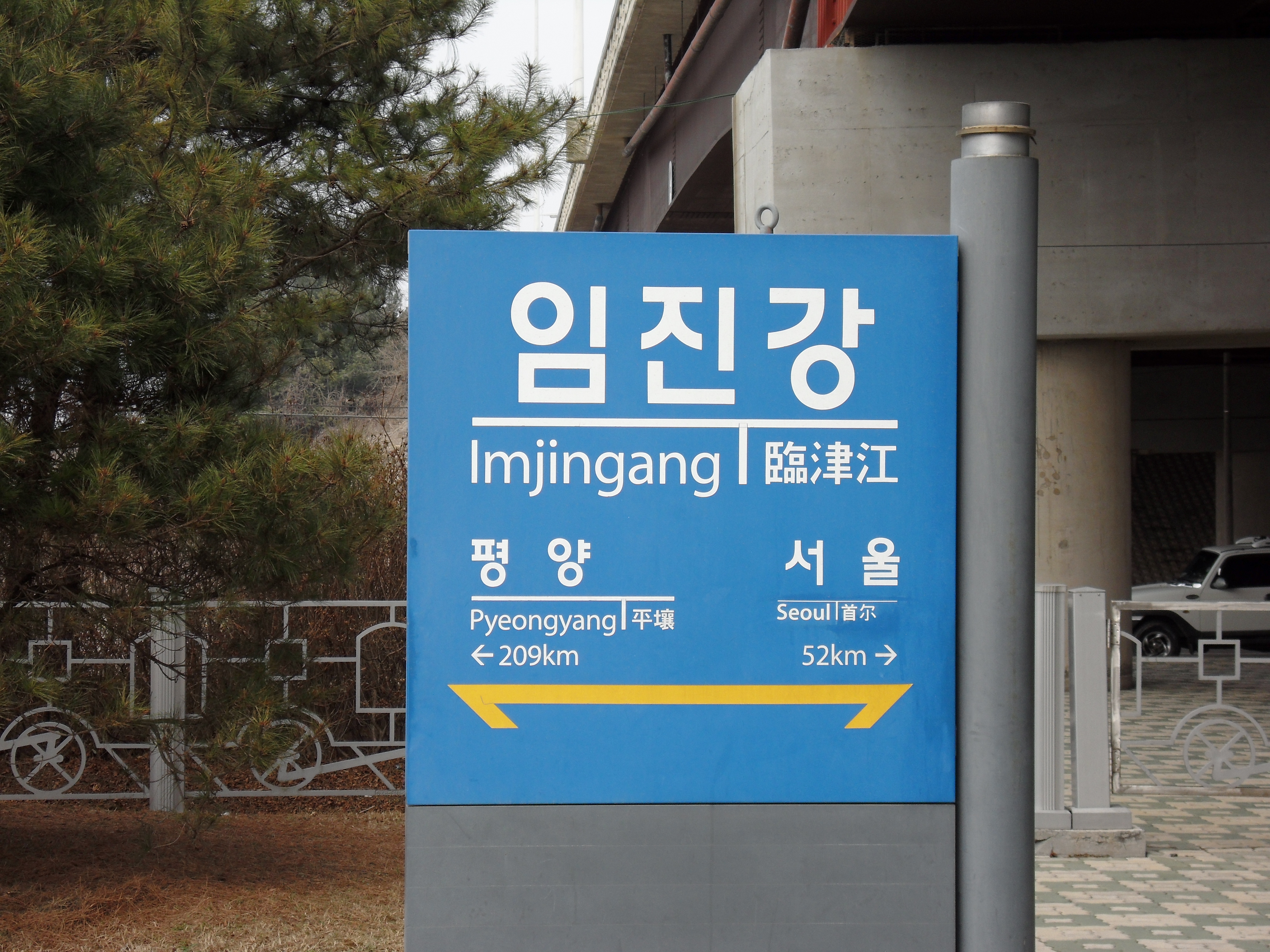
역명판

## 이용객 변동
2020년 자료는 개통일인 2020년 3월 28일부터 12월 31일까지인 278일치만이 반영된 것이다.
| 노선        | 노선 | 일평균 인원수 (명/일) | 일평균 인원수 (명/일) | 일평균 인원수 (명/일) | 일평균 인원수 (명/일) | 각주  |
| 노선        | 노선 | 2020년                | 2021년                | 2022년                | 2023년                | 각주  |
| ----------- | ---- | --------------------- | --------------------- | --------------------- | --------------------- | ----- |
| 경의.중앙선 | 승차 | 27                    | 28                    | 44                    | 34                    | [ 6 ] |
| 경의.중앙선 | 하차 | 25                    | 23                    | 38                    | 31                    | [ 6 ] |